# 四式軽戦車
四式軽戦車 ケヌ（よんしきけいせんしゃ けぬ）とは、1944年（皇紀2604年）に開発された日本陸軍の軽戦車。

## 概要

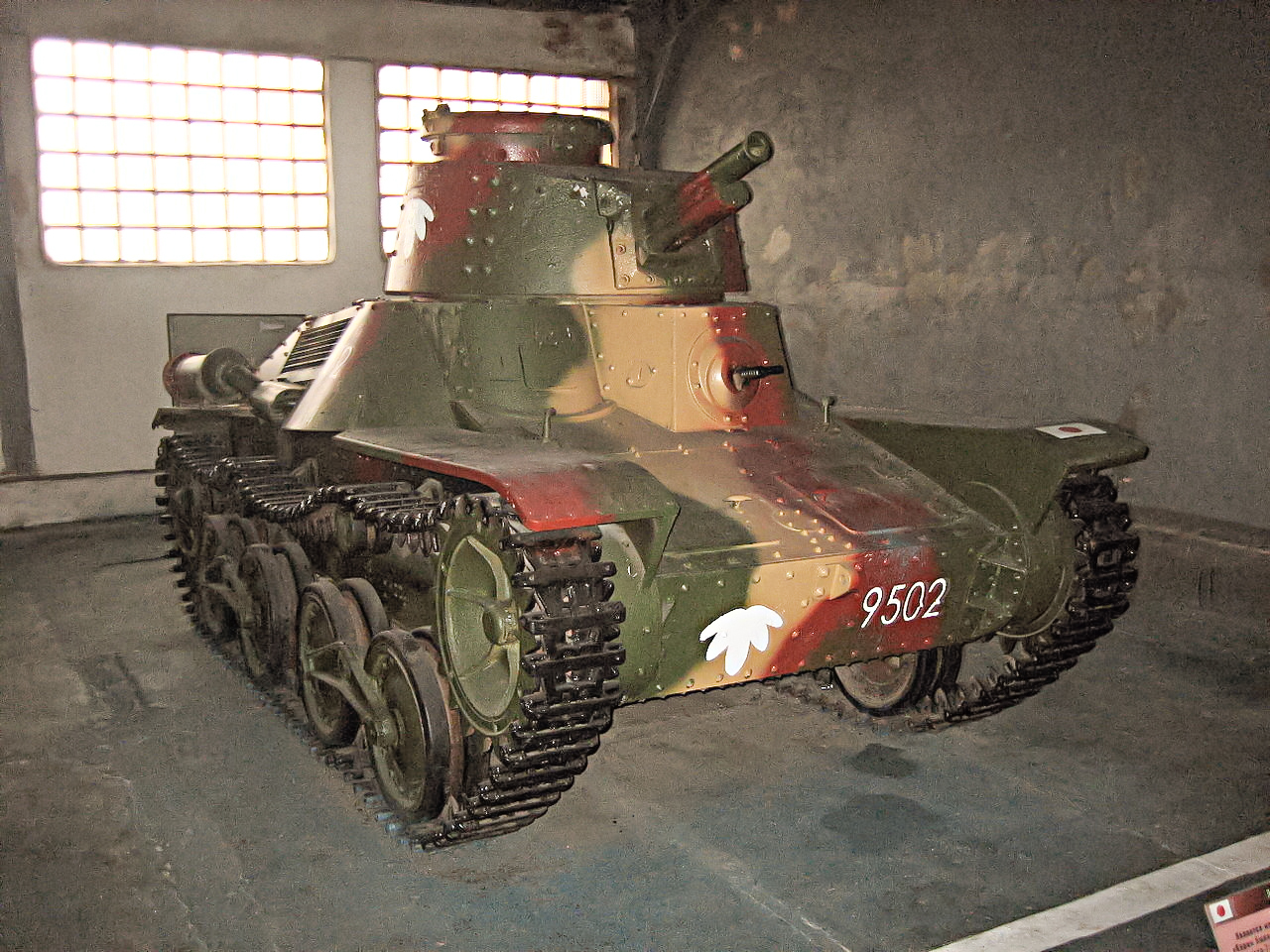
クビンカ戦車博物館の「四式軽戦車」風。車体が制式と異なるので、九五式の車体に九七式の砲塔を搭載した、現地改造車輌ではないか、と推測されている車輌。

前作の試製三式軽戦車 ケリは、九五式軽戦車の小さな砲塔に直接九七式57 mm戦車砲を搭載したため、砲塔内に余裕が無く、操作性に問題があって実用的ではないことが判明した。
そこで九七式中戦車改や自走砲へと改造したために、余剰となっていた九七式中戦車チハの砲塔を主砲ごと置き換えることで解決した。火力強化を目的に、非力になった戦車の車体と要らなくなった砲塔を組み合わせて、開発された。
九七式中戦車の砲塔にあわせて九五式軽戦車の車体のターレットリング径が1,000 mmから1,350 mmに拡大された。その際に車体上部前面の機銃座から操縦手用覘視窓にかけての装甲形状を変更する改造が必要であった。
乗員数は3名とされる。乗員配置は不明であるが、砲塔は2人用なので、乗員の位置的に、主砲砲尾の左側、砲塔内左前方にいる機銃手が砲手兼装填手を兼任したものと考えられる。立てば砲を、座れば前方機銃を、操作できる。九七式57 mm戦車砲は弾薬が小さいので、砲手が片手で装填できる。ただし、砲と前方機銃を同時に発砲できないという欠点はある。機銃手の右横には操縦手が座って並んでいる。砲塔内右後方にいる車長は砲手兼装填手との兼任から解放されて、車長展望塔（キューポラ）を用いて、周辺警戒と戦闘指揮を専任したものと考えられる。そうであれば、車長のワンオペ砲塔であった九五式軽戦車よりも、実質的な戦闘力は格段に向上していると考えられる。砲塔の旋回は車長と機銃手（兼砲手兼装填手）が分担して旋回転把を回したものと考えられる。砲塔内左後方に装備された砲塔銃は、車長または立ち上がった機銃手が、状況に応じて、担当したものと考えられる。無線用の鉢巻きアンテナが付属する砲塔で、それを活用して無線機を搭載している場合、機銃手が無線手を兼任していたと考えられる。
しかし、操縦手が動けないのは勿論のこと、砲塔の向きが0時の時の立ち位置から、車長と機銃手（兼砲手兼装填手）はほとんど動けないため、砲塔は限られた範囲でしか旋回できなかったと考えられる。砲塔の旋回とともに車長と機銃手がターレットリングに沿って回るように動くと、右旋回であれば、機銃手が操縦手にぶつかるし、左旋回であれば、車長が操縦手にぶつかる。よって全周旋回は不可能である。これは、ターレットリング径が拡大されたことにより、ターレットリング内に操縦手が入ってしまったことが原因である。四式軽戦車は、砲塔形式ではあるが、実質は限定旋回式の自走砲も同然であったと考えられる。
九五式軽戦車より全高は20 cm、重量は1 t増加している。
試作車輌が製作された他、本土決戦用に少数が配備されたのみで実戦には参加していない。
砲塔のループアンテナは付いているものといないものとがあった。キューポラのハッチについていたペリスコープ（パノラマ眼鏡）は取り外された車輌もあった。取り外された部分は穴が空いたままになっていた。

## 三式軽戦車 ケル
戦後初期の研究による混同により、長らく、「四式軽戦車 ケヌ」とされていた（本項目の）車輌は、実は「三式軽戦車 ケル」である。本当の四式軽戦車は二式軽戦車 ケトの砲塔改修もしくは自走砲化を指すものである。また、これまで、「三式軽戦車 ケリ」とされていた車輌は、実は「試製三式軽戦車 ケリ」である。
反論：この戦車が「三式軽戦車 ケル」だと言う説は間違いである。ケル車は一式47mm戦車砲を搭載した戦車で、57mm砲を搭載した戦車ではない。このことは一次資料の調査から判明している。この戦車の名称が書かれた一次資料はなく、名称は現在のところ不明である。